# Rafael Ferrari
José Rafael Ferrari Sagastume (Tegucigalpa, Honduras; 10 de febrero de 1934-Cancún, México; 12 de diciembre de 2018) fue un magnate hondureño. Fue presidente de la Corporación Televicentro, fundador de Teletón Honduras y presidente del Club Deportivo Olimpia.

## Biografía
José Rafael Ferrari Sagastume nació el 10 de febrero de 1934 en Tegucigalpa, Honduras, hijo del matrimonio  entre Rafael Ferrari García y Rosario Sagastume. Sus estudios primarios y secundarios los realizó en el Instituto Central Vicente Cáceres de la capital Tegucigalpa, y los universitarios en la Universidad del Sur de California. Contrajo matrimonio con Rosina Guevara Bendaña, de quien fue viudo y tuvo dos hijas, Giannina y Rossina. Durante los últimos años de su vida residió en Miami, Estados Unidos.

## Familia
Rafael Ferrari era hijo del fundador de HRN, el empresario Rafael Ferrari García y su esposa la señora Rosario Sagastume. Tras la muerte de su padre, la señora Rosario Sagastume de Ferrari tomó el control de HRN y tras la muerte de su madre en agosto de 1995, lo tomó Rafael Ferrari.
|  |                                    |  |  |  |  |  |  |  |  |  |  |  |  |  |  |  |
|  | 4. José Ferrari                    |  |  |  |  |  |  |  |  |  |  |  |  |  |  |  |
|  |                                    |  |  |  |  |  |  |  |  |  |  |  |  |  |  |  |
|  |                                    |  |  |  |  |  |  |  |  |  |  |  |  |  |  |  |
|  | 2. Rafael Ferrari García (1903-¿?) |  |  |  |  |  |  |  |  |  |  |  |  |  |  |  |
|  |                                    |  |  |  |  |  |  |  |  |  |  |  |  |  |  |  |
|  |                                    |  |  |  |  |  |  |  |  |  |  |  |  |  |  |  |
|  | 5. Luisa García                    |  |  |  |  |  |  |  |  |  |  |  |  |  |  |  |
|  |                                    |  |  |  |  |  |  |  |  |  |  |  |  |  |  |  |
|  |                                    |  |  |  |  |  |  |  |  |  |  |  |  |  |  |  |
|  | 1. José Rafael Ferrari Sagastume   |  |  |  |  |  |  |  |  |  |  |  |  |  |  |  |
|  |                                    |  |  |  |  |  |  |  |  |  |  |  |  |  |  |  |
|  |                                    |  |  |  |  |  |  |  |  |  |  |  |  |  |  |  |
|  | 3. Rosario Sagastum (¿? - 1995)    |  |  |  |  |  |  |  |  |  |  |  |  |  |  |  |
|  |                                    |  |  |  |  |  |  |  |  |  |  |  |  |  |  |  |
|  |                                    |  |  |  |  |  |  |  |  |  |  |  |  |  |  |  |

Rafael Ferrari estuvo casado con Rosina Guevara, quien dio a luz a dos hijas, Giannina y Rossina. Rosina Guevara de Ferrari falleció el 24 de mayo de 2009 en Miami, Estados Unidos, lugar donde residió durante sus últimos días de vida. 

## Actividades
Rafael Ferrari fue presidente de la Corporación Televicentro, empresa que fue creada en 1987 por Rafael Ferrari y una sociedad compuesta de sus hermanas y cuñado, tras adquirir los derechos de los canales de televisión: Canal 5 HRTG-TV y HRCV-TV Telesistema, y el canal que el ya había creado en 1985, HRLP-TV Telecadena 7 y 4.
Ferrari, junto a sus hermanas y cuñado, fue propietario de la empresa que fundaron sus padres, Emisoras Unidas, la cadena radial más grande de Honduras y de las más importantes de Centroamérica. Fue miembro de alto rango de la Organización de la Televisión Iberoamericana OTI, que dirige el mexicano Emilio Azcárraga Jean.
En 1984 organizó la Fundación Teletón Honduras la cual presidió y que está destinada a las telemaratones televisivas con el fin de recaudar fondos para los Centros de Asistencia múltiple en el territorio nacional de Honduras. 
Desde la década de los ochenta fue presidente Archivado el 13 de agosto de 2019 en Wayback Machine. del Club Deportivo Olimpia, equipo de la Liga Nacional de Fútbol de Honduras. 
El Grupo Económico BAMER, pertenecía como socios también mayoritarios los señores José Rafael Ferrari y Manuel Villeda Toledo, magnates de la radiodifusión y televisión hondureña, junto con la familia Atala.
Para 1993, el doctor Carlos Roberto Reina Idiáquez declaró que parte de su campaña presidencial fue un crédito que lo recibió de parte del empresario José Rafael Ferrari dueño de los medios radiales y televisivos más importantes e influyentes de Honduras.

## Condecoraciones
- Grado en Oro de "Gran Caballero Hoja de Liquidámbar" (1992).
- Gran Cruz Placa de Oro, otorgado por el Congreso Nacional de Honduras.
- Premio "El Constructor" (2010).
- Premio "Trayectoria Empresarial", Televisa; otorgado por Emilio Azcárraga Jean (2011).